# Yurinsky (huyện của Mari El)
Huyện Yurinsky (tiếng Nga: ? райо́н) là một huyện hành chính tự quản (raion), của Cộng hòa Mari El, Nga. Huyện có diện tích 1408 kilômét vuông, dân số thời điểm ngày 1 tháng 1 năm 2000 là 12900 người. Trung tâm của huyện đóng ở Yurnio.